# 八柱神社 (桜川市)
八柱神社（やはしらじんじゃ）は、茨城県桜川市の神社。

## 歴史
1871年（明治4年）に創建された。明治初期の廃仏毀釈により当地にあった金剛院は廃寺となり、その後に近隣の神社を合併したものである。
当社の本殿は旧金剛院の聖天堂であった。江戸時代の天明年間（1781年 - 1789年）に建てられたもので、日光東照宮にみられるような装飾的な彫刻が施されている。
龍胆寺雄の小説「八柱神社の秘仏」は、かつてこの神社に安置されていた人体象頭の大聖天像について描いたものである。

## 廃寺「金剛院」
金剛院（こんごういん）は、現在の茨城県桜川市にあった真言宗大覚寺派の寺院。本尊は不動明王で、山号は「聖天山」、寺号は「恵日光寺」であった。現在の八柱神社に位置していた。明治初期に廃仏毀釈のあおりを受け、廃寺となった。

## 文化財

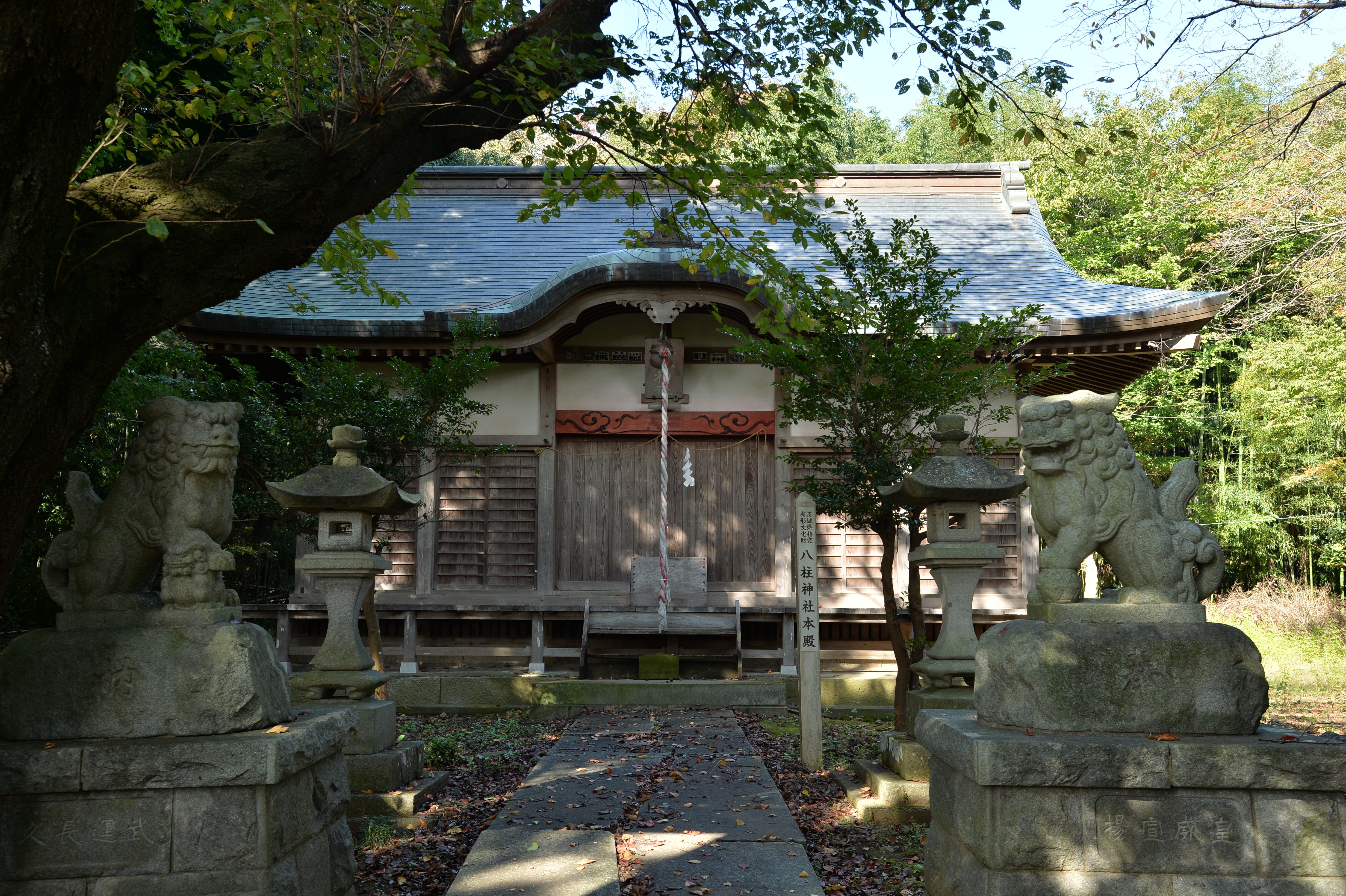
八柱神社の拝殿

- 八柱神社本殿（茨城県指定文化財 昭和47年12月18日指定）[4]
- 八柱神社のケヤキ（桜川市指定天然記念物 平成15年2月28日指定）[5]

## 交通アクセス
- 岩瀬駅より車20分。